# Pierre Gingras
Pierre Gingras, né le 21 avril 1952 à Saint-Sauveur d'Almaville est un homme politique québécois. Il est conseiller municipal de Blainville de 1989 à 1993, maire entre 1993 et 2005, préfet en 2005, et député adéquiste de Blainville à l'Assemblée nationale du Québec de 2007 à 2008.

## Biographie
Pierre Gingras et sa famille s'installent à Blainville en 1982. Il s'implique au sein du Club Optimiste. S'intéressant de plus en plus au service public et aux questions touchant la famille, il devient commissaire scolaire en 1985, un poste qu'il occupera pendant huit ans.
En 1989, il est élu pour la première fois comme conseiller municipal à la Ville de Blainville au sein de l'équipe de Paul Mercier, le maire de l'époque. Réalisant que la Ville s'enfonce dans un gouffre financier, il fonde le Parti de l'action civique de Blainville (PAC) en 1991. Le PAC obtient une majorité de sièges au conseil municipal (7 sur 8) et Pierre Gingras est élu maire de la Ville de Blainville aux élections municipales de 1993. La Ville éliminera son déficit en une année seulement. Son parti obtiendra une unanimité au conseil municipal en 1997. 
Toujours maire de Blainville, il se présente comme candidat du Parti libéral du Canada à l'élection fédérale de juin 2004 dans la circonscription Terrebonne—Blainville. Il termine deuxième, 22 240 voix, derrière la bloquiste Diane Bourgeois qui est réélue pour un second mandat.
Pierre Gingras renonce à un autre mandat à la mairie et annonce son retrait de la vie politique municipale le 29 mars 2005. Pendant ses 12 années au pouvoir, l'équipe de Pierre Gingras a maintenu un gel des taxes municipales et a contribué à faire augmenter la population blainvilloise de 24 000 habitants.
Pierre Gingras se présente sous la bannière de l'Action démocratique du Québec à l'élection générale québécoise de mars 2007. Il remporte le siège de la circonscription de Blainville avec une majorité de 3 547 voix sur le député péquiste sortant Richard Legendre. Il est défait en 2008 par le péquiste Daniel Ratthé.
Le 7 février 2011, Pierre Gingras est nommé sur le conseil d'administration de la société étatique CBC/Radio-Canada.
Il est administrateur au sein de l'Amicale des anciens parlementaires du Québec de 2009 à 2012, vice-président de 2012 à 2015, puis de nouveau administrateur en 2015. 